# Telephanus lecontei
Telephanus lecontei är en skalbaggsart som beskrevs av Thomas Casey 1884. Telephanus lecontei ingår i släktet Telephanus och familjen smalplattbaggar. Inga underarter finns listade i Catalogue of Life.